# Peder Kongshaug
Peder Kongshaug (n. 13 august 2001, Bergen, Norvegia) este un patinator de viteză ce a reprezentat Norvegia, medaliat olimpic. A participat la o ediție a Jocurilor Olimpice (2022) în care a câștigat o medalie de aur.